# Дігора
Дігора́ (ос. Дигорæ як звучитьⓘ) — місто (з 1964) районного підпорядкування на заході Північної Осетії, адміністративний центр Дігорського району.

## Географія
Місто розташоване на лівому березі річки Урсдон (ліва притока Терека), за 52 км на північний захід від Владикавказу.

## Назва
Назва походить від осетинського Дигорæ («Дігорія» — Західна Осетія, географічно і етнолінгвістично відрізняється від Східної).

## Історія
Засноване в 1852 році вихідцями з місця Фада як аул Вільно-Християнівський, пізніше село Новохристиянівське, потім Християнівський.
Заселення аулу почалося влітку 1852 року. Переселенцями були селяни з села Дур-Дур і аулу Кусха-Майхо. Всього було переселено 260 дворів.
Незважаючи на те що село вважалося християнським, окремі прізвища та сім'ї дотримувалися ісламу.
Влітку 1917 р в с. Християнівський була організована революційно-демократична партія «Кермен», яка в квітні 1918 р об'єдналася з партією більшовиків. У зв'язку з цим була утворена окружна організація РКП (б) «Кермен».
1 квітня 1934 ВЦВК постановила перейменувати в Дігорському район селище Магометанівське в селище «Цкола» і селище Християнівський в селище «Дігора».

## Населення
Населення — 10 355 осіб.
Національний склад
За даними  Всеросійського перепису населення 2010 року:
| Народ             | Чисельність, чол. | Частка від усього населення,% |
| ----------------- | ----------------- | ----------------------------- |
| Осетини (дігорці) | 10383             | 95,7%                         |
| Росіяни           | 197               | 1,8%                          |
| Лезгини           | 67                | 0,6%                          |
| Інші              | 209               | 1,9%                          |
| Усього            | 10856             | 100%                          |

## Відомі люди
- Абаєв Ахсарбек Магометович — Герой Радянського Союзу, народився у Дігорі.